# Epagneul papillón

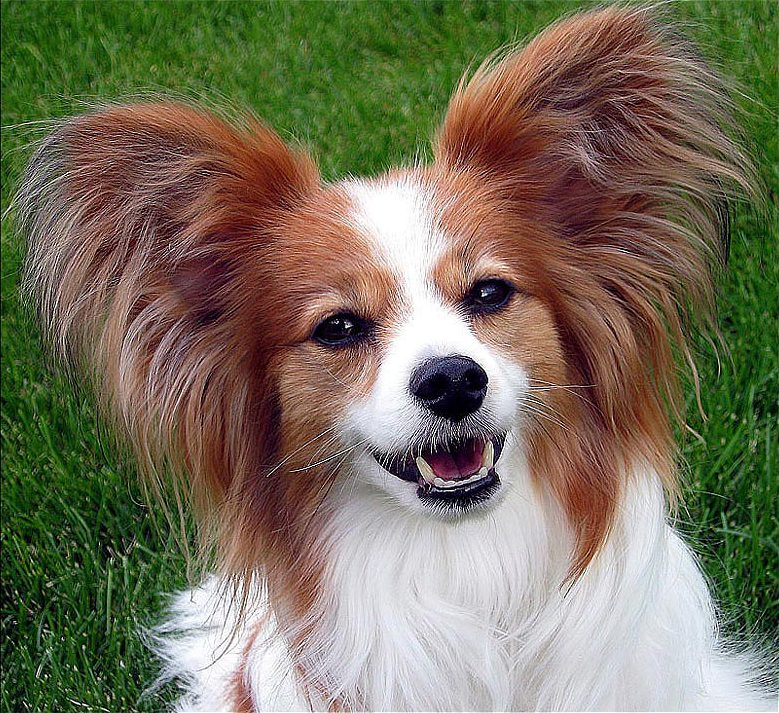
Las orejas dan el nombre a esta raza.

El Epagneul papillón o Papillón (del francés: Mariposa) es una pequeña, amigable y elegante raza de perro de tipo Spaniel.

## Apariencia
Los Papillon son unos perros conocidos por sus orejas similares a las alas de una mariposa. Son particularmente blancos con manchas. Los colores que ha registrado la AKC son:
- Blanco y Negro
- Limón
- Blanco y rojo
- Sable
- Tricolor (menos común en la raza)

Fueron bautizados con este nombre por la Reina María Antonieta, que tenía un perro de esta raza al que llamaba  Le Petit Papillon (La pequeña mariposa).

## Raza
Los Papillon son perros muy leales, a pesar de su pequeño tamaño estos perros son muy activos, su pelo liso y elegante no requiere nada más que un cepillado semanal.
Son fáciles de adiestrar. A veces se aburren de los más pequeños pero si se entrenan podrían ser su mejor amigo.

## Carácter
Le encanta pasear, ya sea en la ciudad o en el campo. Su instinto de antiguo cazador lo lleva a perseguir ratones, pájaros e insectos grandes. Es extremadamente apegado a su dueño y solo busca complacerlo.